# Ramasamudram
Ramasamudram là một mandal thuộc huyện Chittoor, bang Andhra Pradesh.

## Địa lý
Ramasamudram nằm ở tọa độ 13°22′00″B 78°26′00″Đ / 13,3667°B 78,4333°Đ. Nó có độ cao trung bình là 787 mét.